# Gabons fodboldlandshold
Gabons fodboldlandshold repræsenterer Gabon i fodboldturneringer og kontrolleres af Gabons fodboldforbund.